# Mario Been
Mario Antonius Been (Róterdam, Países Bajos, 11 de diciembre de 1963), conocido como Mario Been, es un entrenador neerlandés de fútbol. Actualmente es segundo entrenador del Fenerbahçe SK de la Spor Toto Süper Lig turca.

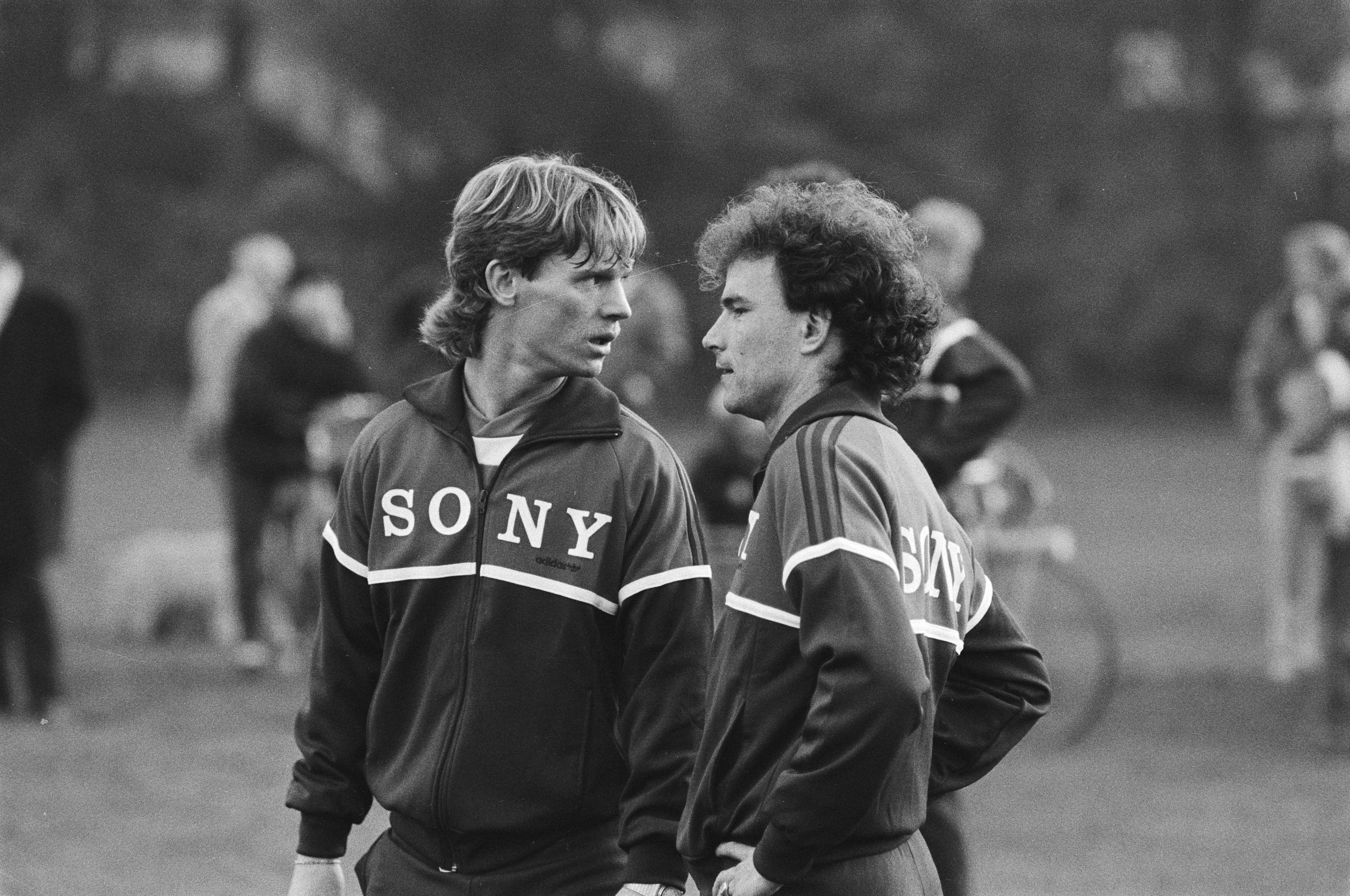
Mario Been y Michel Valke en el partido contra Austria.

## Carrera como jugador
Jugaba como centrocampista en equipos de diferentes ligas europeas e incluso llegó a debutar con la selección neerlandesa.

### Feyernoord
Empezó su carrera jugando en la cantera del FC Rotterdam y del Feyenoord desde donde pasa a formar parte del primer equipo en 1982 hasta 1988 cuando el jugador se marcha al fútbol italiano por 1 millón de florines (450.000 €).

### A.C. Pisa 1909
Con 24 años ficha por el Pisa Calcio de la Serie A que descendió esa misma temporada, pero decidió cumplir el contrato y logró de nuevo el ascenso.Al año siguiente debido a que el entrenador Mircea Lucescu, después de una lesión, no contaba con él y que el club contaba con un gran número de extranjeros, el club decide venderlo al Sheffield Wednesday, pero un problema con la entrada de su animal de compañía al país hace que vuelva a jugar a su país natal.

### Roda JC
En el Roda JC apenas estuvo una temporada donde la antigua lesión hizo que no rindiera al nivel deseado.

### SC Heerenveen
La temporada siguiente se marcha al SC Heerenveen que militaba por aquel entonces en la Eerste Divisie neerlandesa, la segunda división más importante.El club estuvo cerca de conseguir el ascenso a la primera división. Sólo estuvo una temporada pues salario no era asumible para el equipo.

### FC Wacker Innsbruck
Firmó un contrato de dos años con el equipo austriaco, pero debido a unos asuntos familiares solamente estuvo una temporada en la que jugó un total de 14 partidos para volver de nuevo a Países Bajos.

### S.B.V. Excelsior
Vuelve a Países Bajos donde ficha por el SBV Excelsior en el que juega 2 temporadas por problemas en la rodilla. Se retiró con 32 años de edad y pasó a formar parte del club como entrenador en los escalafones inferiores del club.

### Selección neerlandesa
Mario Been sólo jugó un partido internacional contra la selección de fútbol de Austria.

## Carrera como entrenador

### S.B.V. Excelsior
Al retirarse del fútbol en activo se dedica a entrenar a los juveniles del SBV Excelsior hasta el año 2000 cuando regresa a su antiguo club de jugador.

### Feyernoord
En el año 2000 se marcha al Feyernoord como asistente de Leo Beenhakker que lo conocía desde los años 70 cuando lo entrenaba.Cuando Leo Beenhakker abandonó las filas del equipo él siguió de asistente de Bert van Marwijk con quien logró en la temporada 2001/02 la UEFA.

### Retorno al SBV Excelsior
En la temporada 2005/06 vuelve a las filas del Excelsior, esta vez como primer entrenador. El equipo que se encontraba en la segunda división neerlandesa, logra el ascenso a la Eredivisie al proclamarse campeón. En la KNVB Beker sin embargo caía en segunda ronda.

### Trinidad y Tobago
Durante el Mundial de 2006 fue ayudante de Leo Beenhakker con Trinidad y Tobago que acabó eliminada en la primera ronda.

### NEC: Leyenda del club
Tras el Mundial vuelve a entrenar en el fútbol neerlandés, más concretamente al NEC Nijmegen como sucesor de Ron de Groot.Mario fue fichado con el objetivo de devolver al equipo el prestigio perdido.En su primera temporada ,2006/07, el club termina en un más que discreto décimo lugar.La siguiente temporada a pesar de que el equipo realizó grandes fichajes se terminó en 8.º lugar.Sin embargo dicha plaza le dio derecho a jugar una repesca para la Copa de la UEFA.

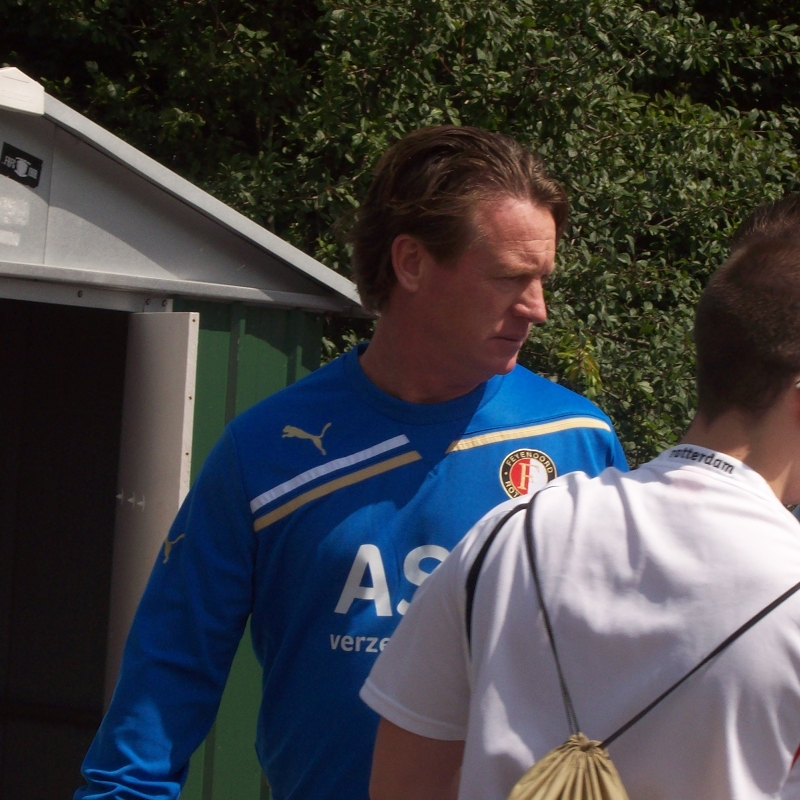
Been en un entrenamiento con el Feyenoord (julio de 2011).

Conseguida la clasificación para la UEFA, el sorteo de la fase de grupo no parece sonreírle al tocarle equipos de la talla del Udinese, el Spartak de Moscú o Tottenham Hotspur.A pesar de ello el club logró clasificarse para la siguiente ronda donde acabó apeado por el Hamburgo S.V..El NEC lograba así su mejor temporada en la historia en las competiciones europeas.

### Al auxilio del Feyenoord
El 28 de enero de 2009, NEC Nijmegen y Feyenoord habían llegado a un acuerdo para permitir el fichaje de Mario Been al final de temporada para convertirse en el nuevo entrenador del equipo que atravesaba una delicada situación financiera. Se le dio una plantilla de jugadores jóvenes que en su mayoría venían gratis o cedidos de otros clubes.La primera temporada fue un éxito pues se termina en la cuarta plaza y se obtiene una plaza para jugar la Liga Europa de la UEFA aunque no pasa de la ronda previa.
La siguiente temporada y a pesar de estar durante algunas jornadas en puestos de descenso, no conseguir pasar a la fase de grupos de la UEFA e incluso obtener la derrota más abultada de la historia del club,10-0 contra el PSV Eindhoven, es ratificado por el club durante una temporada más, pero en julio de 2011 es destituido por la falta de confianza.

### KRC Genk
En agosto del 2011 ficha por el KRC Genk belga. Esa misma temporada el equipo jugaba la Liga de Campeones donde después de pasar la ronda clasificatoria quedó emparejado con Chelsea FC, Bayer Leverkusen y Valencia CF. A pesar de quedar invicto en casa no logró el pase a la siguiente ronda.En la liga queda 3.º logrando la clasificación para la UEFA Europa League el año siguiente de la que sería apeado en los dieciseisavos de final.Ese mismo año se proclamaría campeón de la Copa de Bélgica.
En febrero de 2014 es destituido tras varios resultados adversos y la derrota en casa contra el Waasland-Beveren.

### Fenerbahçe SK
En el 2016 se convierte en segundo entrador del Fenerbahçe SK que dirige Dick Advocaat.